# 迈纳新胀蟹
迈纳新胀蟹（学名：Neosarmatium meinerti）为方蟹總科的动物。舊屬方蟹科新胀蟹属，今屬相手蟹科新胀蟹属。本物種分布于澳大利亚、毛里求斯、马达加斯加、非洲东岸、台湾岛等地，生活环境为海水，一般栖息于红树林的泥滩中。